# Alan Philip Dalby Jones
Alan Philip Dalby Jones (1918 - 1946 ) fue un botánico inglés. Obtuvo con honores su M.Sc. en la Universidad de Cambridge en 1940. Realizó expediciones botánicas en Nigeria, y en Sierra Leona.

## Algunas publicaciones
- alan philip dalby Jones, ronald william john Keay. 1948. The Natural Forest Inviolate Plot. Akure Forest Reserve, Ondo Province, Nigeria. Ed. Nigerian Forest Dept. 33 pp.

- La abreviatura «A.P.D.Jones» se emplea para indicar a Alan Philip Dalby Jones como autoridad en la descripción y clasificación científica de los vegetales.[2]